# La La Land (Film)
La La Land ist ein US-amerikanischer Spielfilm von Damien Chazelle aus dem Jahr 2016. Das Filmmusical basiert auf einem Originaldrehbuch des Regisseurs Chazelle und ist in vier Kapitel („Winter“, „Frühling“, „Sommer“, „Herbst“) und einen zeitlich versetzten Epilog (5 Jahre später „Winter“) gegliedert. Im Mittelpunkt der in Los Angeles angesiedelten Handlung stehen ein talentierter Jazzpianist (gespielt von Ryan Gosling) und eine angehende Schauspielerin (dargestellt von Emma Stone), die beide bislang ohne nennenswerten Erfolg eine Karriere in der hart umkämpften Unterhaltungsbranche anstreben und sich dabei ineinander verlieben. Der Titel des Films nimmt Bezug auf den Spitznamen der Stadt Los Angeles sowie auf eine euphemistische Bezeichnung eines realitätsfernen Seelenzustandes.
La La Land eröffnete am 31. August 2016 den Wettbewerb der 73. Internationalen Filmfestspiele von Venedig. Ein limitierter Kinostart in den USA erfolgte am 2. Dezember 2016. In Deutschland kam der Film am 12. Januar 2017 in die Kinos. Das Musical, im Cinemascope-Format gedreht, gewann in der amerikanischen Filmpreissaison 2016/17 mehr als 200 Auszeichnungen und stellte bei der Verleihung der Golden Globe Awards 2017 mit sieben gewonnenen Preisen einen neuen Rekord auf. Bei Bekanntgabe der Oscar-Nominierungen 2017 folgte die Rekordanzahl von 14 Nominierungen und letztendlich Siege in sechs Kategorien, darunter für Regisseur Chazelle und Hauptdarstellerin Stone.

## Handlung
Im Los Angeles der Gegenwart leben der Pianist Sebastian und die angehende Schauspielerin Mia. Sebastian verehrt Jazzlegenden wie Bud Powell und Thelonious Monk und träumt davon, seinen eigenen Jazzclub zu eröffnen. Sein Geld verdient er jedoch mit Gelegenheitsjobs als Keyboarder oder Restaurant-Pianist. Mia liebt das Kino und versucht in Hollywood Fuß zu fassen. Während sie sich erfolglos von Vorsprechen zu Vorsprechen hangelt, jobbt sie in einem Café auf dem Warner-Bros.-Studiogelände.
Sebastian und Mia sind sich über den Winter und Frühling schon dreimal begegnet. Bei einem nächtlichen Ausflug ins Planetarium verlieben sie sich schließlich Hals über Kopf ineinander, und Mia zieht bei Sebastian ein. Ihre Beziehung wird jedoch durch berufliche Enttäuschungen und Kompromisse auf eine harte Probe gestellt. Sebastian findet durch seinen High-School-Bekannten Keith Anschluss an eine Soul- und Jazzband namens The Messengers. Er ist zwar von deren Musik nicht wirklich überzeugt und wegen Tourneen immer öfter von Mia getrennt, der Job als Keyboarder verschafft ihm aber finanzielle Sicherheit. Er plant deshalb, langfristig mit der Band zu touren, statt seinen Traum weiter zu verfolgen. Mia kritisiert nach einem Konzertbesuch diese Einstellung. Nachdem die Rollenangebote weiterhin ausbleiben, arbeitet sie, angespornt durch Sebastian, an ihrer eigenen semi-autobiografischen One-Woman-Show „So Long, Boulder City“.
Sebastian verpasst aufgrund eines Fotoshootings mit der Band Mias One-Woman-Show im Theater. Diese wird nur von einer Handvoll Interessierter besucht und im Anschluss von einigen Zuschauern sehr negativ besprochen. Daraufhin kommt es zum Zerwürfnis zwischen den beiden, und Mia zieht zurück zu ihren Eltern nach Boulder City im Bundesstaat Nevada. Als aufgrund von Mias Theaterauftritt eine Agentin bei Sebastian anruft und Mia zu einem Vorsprechen einladen möchte, fährt Sebastian nach Boulder City. Er überredet Mia, nach Los Angeles zurückzukehren und diese Chance wahrzunehmen. Tatsächlich erhält Mia die ersehnte Filmhauptrolle, für die sie aber mehrere Monate in Paris leben muss. Obwohl beide noch Gefühle füreinander hegen, beschließen Sebastian und Mia nach einem Jahr Beziehung, auf das private Glück zu verzichten.
Fünf Jahre später ist aus Mia eine bekannte und vielbeschäftigte Filmschauspielerin geworden, die mit Ehemann David und Kleinkind in New York lebt. Die Familie verbringt Zeit in Los Angeles. Als Mia und David eines Abends ausgehen, gelangen sie durch Zufall in den Jazzclub, den Sebastian in der Zwischenzeit unter dem Namen „Seb’s“ eröffnet hat, wie es ihm Mia einst vorgeschlagen hatte. Beide nehmen einander wahr, woraufhin Sebastian ein gemeinsames Musikstück aus der Zeit ihrer Beziehung am Klavier anstimmt. In einer Traumsequenz wird gezeigt, wie eine gemeinsame Zukunft der beiden hätte aussehen können. Wehmütig beschließt Mia, mit ihrem Mann den Club zu verlassen. Kurz vor dem Ausgang begegnen sich ein letztes Mal Sebastians und Mias Blicke, und sie lächeln einander zu.

## Hintergrund

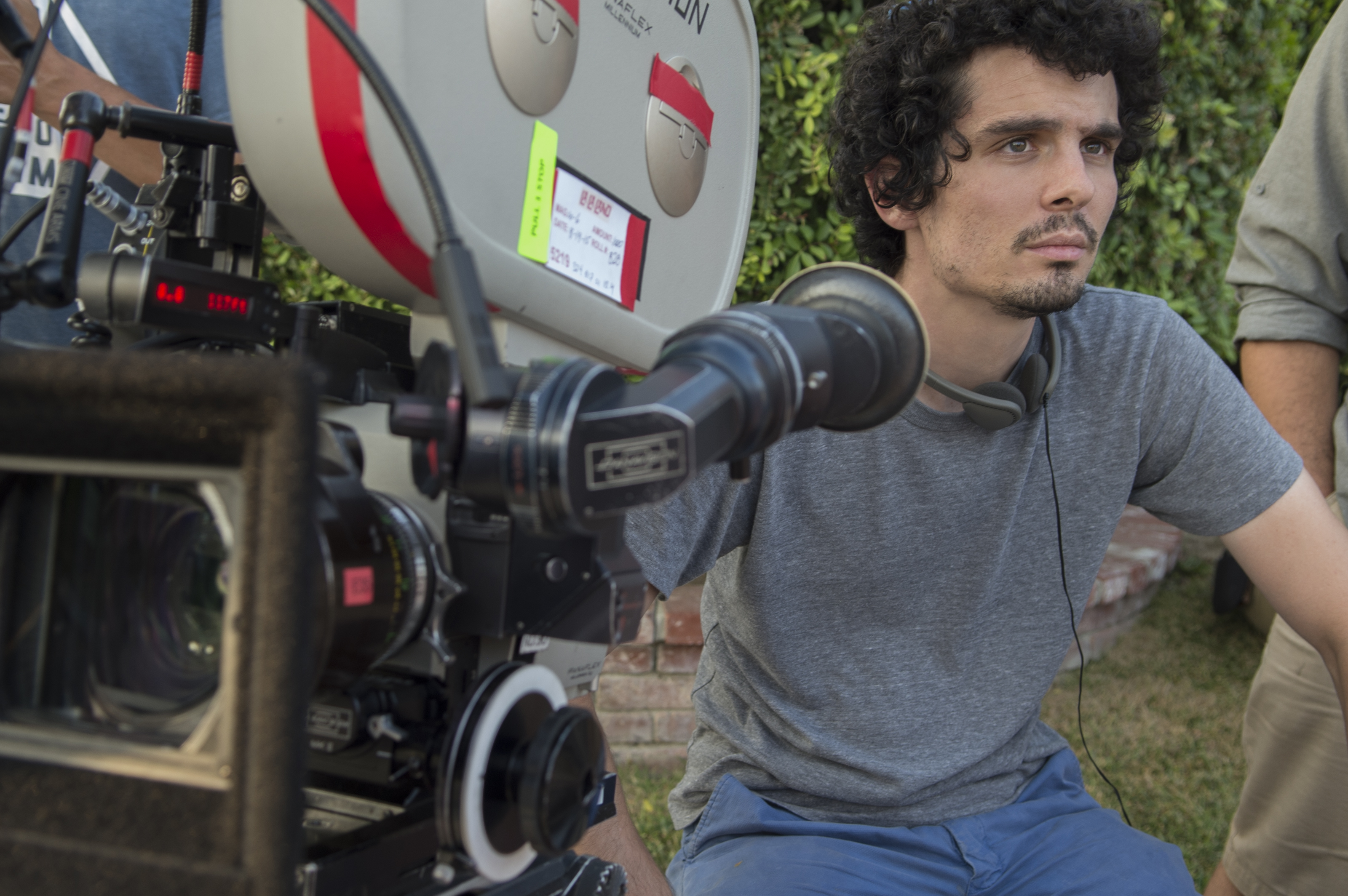
Regisseur Damien Chazelle bei den Dreharbeiten.

Der Regisseur und Drehbuchautor Damien Chazelle gab in einem Anfang Januar 2015 veröffentlichten Interview mit dem britischen Daily Telegraph La La Land als ein „Herzensprojekt“ an und beschrieb es, als ob „Gene Kelly auf Thelonious Monk“ träfe. Er hatte das Drehbuch eigenen Angaben zufolge vier Jahre zuvor geschrieben und bei der musikalischen Untermalung mit seinem früheren Kommilitonen aus Harvard, Justin Hurwitz, zusammengearbeitet. Er hatte Hurwitz bereits bei seinem Spielfilmdebüt Guy and Madeline on a Park Bench (2009) eingesetzt, ebenfalls ein Filmmusical über den Jazz, sowie dem mit drei Oscars ausgezeichneten Musikfilm Whiplash (2014), Chazelles Durchbruch. Vom Stil orientierten sich beide nicht nur am Jazz, sondern an den klassischen Hollywood-Filmmusicals wie Singin’ in the Rain (1952), Ein neuer Stern am Himmel (1954), Blondinen bevorzugt (1953) und Meet Me in St. Louis (1944), sowie an der französischen Nouvelle Vague und dem französischen Filmmusical Die Regenschirme von Cherbourg (1964). Es war geplant, die in La La Land enthaltenen Songs vorab aufzunehmen, im Stile der alten MGM-Filme mit Fred Astaire und Ginger Rogers: „[…] wir versuchten einfach, jemanden zu überzeugen, ein originales MGM-Style-Musical zu machen, weil ich denke, dass es nicht genug davon gibt“, so Chazelle. Das musikalische Leitthema des Films ist der Song Story of an Artist von Daniel Johnston.
Für die Hauptrollen von Sebastian und Mia waren ursprünglich Miles Teller und Emma Watson vorgesehen. Teller hatte zuvor die Hauptrolle in Whiplash bekleidet. Als Fan der Harry-Potter-Reihe wollte Chazelle ursprünglich mit Watson zusammenarbeiten, die in den Filmen Hermine Granger dargestellt hatte. Watson stieg aber aus dem Filmprojekt aus, nachdem sie als Belle in der Realfilm-Version von Die Schöne und das Biest (2017) ausgewählt worden war. Teller wurde durch den bekannteren kanadischen Schauspieler Ryan Gosling ersetzt, während die Rolle der Mia an die US-Amerikanerin Emma Stone ging. Für Gosling und Stone war es die dritte Zusammenarbeit als Leinwandpaar nach Crazy, Stupid, Love. (2011) und Gangster Squad (2013). J. K. Simmons spielte wie schon bei Whiplash einen strengen Charakter.
Ryan Gosling lernte für den Film drei Monate lang Klavier spielen. Der Musiker John Legend lernte für den Film Gitarre spielen.
Produziert wurde der Film von Lionsgate in Zusammenarbeit mit Black Label Media, Gilbert Films und Marc Platt Productions. Es soll für Chazelle vorerst der letzte Jazz- bzw. Musikfilm als Regisseur sein.
Aufgenommen wurde der Film an mehr als 60 Originalschauplätzen in Los Angeles, darunter das Griffith Observatory (Drehort für den James-Dean-Film … denn sie wissen nicht, was sie tun, den sich Mia und Sebastian im Kino ansehen), der Spaghetti-Knoten der Freeways 105 und 110 und die historische Standseilbahn Angels Flight. Auf dem Studiogelände weist Mia Sebastian auf eine Kulisse für den Film Casablanca mit Ingrid Bergman und Humphrey Bogart hin – in Mias WG-Zimmer ist auch eine Fototapete mit dem Gesicht Bergmans angebracht.
Im deutschen Free-TV war der Film erstmals am 24. Februar 2019 auf ProSieben zu sehen.

## Synchronisation
Die deutsche Synchronisation entstand im Auftrag der Cinephon Filmproduktions GmbH nach einem Dialogbuch und unter der Dialogregie von Harald Wolff.
| Rolle            | Darsteller        | Synchronsprecher  |
| ---------------- | ----------------- | ----------------- |
| Sebastian Wilder | Ryan Gosling      | Tommy Morgenstern |
| Mia Dolan        | Emma Stone        | Anja Stadlober    |
| Keith            | John Legend       | Tobias Schmidt    |
| Laura Wilder     | Rosemarie DeWitt  | Vera Teltz        |
| Bill             | J. K. Simmons     | Oliver Stritzel   |
| Greg             | Finn Wittrock     | Roman Wolko       |
| Tracy            | Callie Hernandez  | Olivia Büschken   |
| David            | Tom Everett Scott | Peter Flechtner   |
| Alexis           | Jessica Rothe     | Anna Gamburg      |
| Josh             | Josh Pence        | Felix Spieß       |
| Carlo            | Jason Fuchs       | Nicolai Tegeler   |

## Rezeption

### Kritik
Noch vor Veröffentlichung wurde der Film von verschiedenen Medien als möglicher Oscar-Kandidat für die Verleihung 2017 gehandelt. Alberto Barbera, Direktor des Filmfestivals von Venedig, sah in La La Land eine „überraschende Ehrerbietung an das Goldene Zeitalter amerikanischer Filmmusicals, von Ein Amerikaner in Paris von Vincente Minnelli bis New York, New York von Martin Scorsese“. Chazelles Regiearbeit sei nicht nur ein Film, der das Musicalgenre „neu erfunden“ hat, er verleihe diesem einen „brandneuen Start“. „Wenn Whiplash die Offenbarung eines neuen Filmemachers war, ist La La Land seine endgültige, wenn auch altkluge, Weihe unter den großen Regisseuren an Hollywoods neuem Firmament“, so Barbera. Dieser Einschätzung schloss sich die Fachkritik überwiegend an und vergab sehr positive Bewertungen. Auf der Website Rotten Tomatoes hatte der Film im Januar 2017 eine Bewertung von 93 Prozent, basierend auf über 200 Kritiken und einer Durchschnittswertung von 8,7/10. Das Fazit der Seite lautet: „La La Land erweckt neues Leben in ein längst vergangenes Genre mit spannender Regie, kraftvollen Darsteller-Leistungen und einem unwiderstehlichen Überschuss an Herz.“ Auf Metacritic erhielt der Film ebenfalls eine Bewertung von 93 Prozent, basierend auf 53 Kritiken. In der Filmdatenbank Internet Movie Database (IMDb) erhielt La La Land von Zuschauern durchschnittlich 8,0/10 Punkte.
Für Julia Hackober von der Tageszeitung Die Welt ist La La Land trotz der vielen romantischen Elemente, die das Werk aufweist, insgesamt kein „romantischer“ Film. Im Gegenteil: Er halte der Generation Y, der das Publikum überwiegend angehöre, den Spiegel vor. Am Schluss gebe es kein Hollywood-typisches Happy End. Es zeige sich, dass die Verwirklichung von Karriereträumen und Träumen von der „großen Liebe“ im realen Leben allzu oft nicht zugleich zu verwirklichen seien. Julia Hackober lobt die Filmmacher für ihren Mut, der Versuchung widerstanden zu haben, eine bis zum Ende „romantische“ und dadurch eben nicht realistische Geschichte zu erzählen.
Der Filmjournalist Leigh Singer erkennt in dem Film Inspirationen von „klassischen Technicolor-Ausstattungsfilmen aus dem Showbiz-Milieu“ (wie Du sollst mein Glücksstern sein oder Vorhang auf!) und „gesungenen Alltagsfabeln wie denen von Jacques Demy (Die Regenschirme von Cherbourg)“. In der Regiearbeit von Damien Chazelle sieht er eine „swingende Liebeserklärung an seine Wahlheimat Los Angeles, gespickt mit liebevollen Anspielungen auf ihr cineastisches Erbe, aber auch voller Sympathie für die Widersprüche zwischen Liebe und beruflichem Ehrgeiz“. Die Chemie zwischen den beiden Hauptdarstellern Ryan Gosling und Emma Stone empfindet er als stimmig und die Kameraführung von Linus Sandgren als agil und poetisch. Die finale Traumsequenz ist für ihn unter anderem von Ein Amerikaner in Paris inspiriert.

### Einspielergebnis und Besucherzahlen
Die 30 Mio. US-Dollar teure Produktion hat an den Kinokassen in den USA und Kanada geschätzte Brutto-Einnahmen von über 151 Mio. US-Dollar erwirtschaftet, während der Film im Ausland auf ein Einspielergebnis von mehr als 294 Mio. US-Dollar kam. Durch die weltweiten Einnahmen von rund 446 Mio. US-Dollar ist der Film eines der erfolgreichsten Filmmusicals aller Zeiten.
In Deutschland lockte La La Land im Jahr 2017 etwa 1,7 Millionen Besucher in die Kinos, wodurch der Film in der Liste der bestbesuchten Filme des Jahres auf Platz 15 stand.

## Auszeichnungen

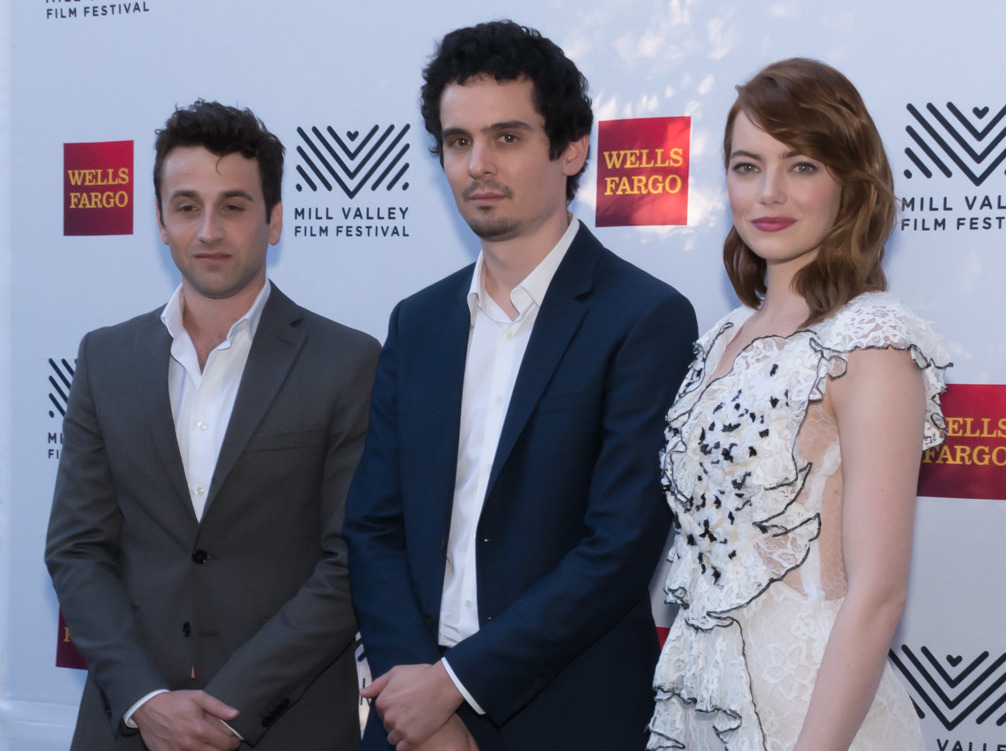
Justin Hurwitz, Damien Chazelle und Emma Stone (v. l. n. r.) beim 39. Mill Valley Film Festival

La La Land gewann bis 2017 über 200 Filmpreise und wurde für über 240 weitere nominiert. Bei der Verleihung der Golden Globe Awards 2017 gewann der Film Preise in allen sieben nominierten Kategorien, was ihn zum am häufigsten ausgezeichneten Film in der Geschichte dieses Filmpreises machte. Für die Oscarverleihung 2017 erhielt La La Land 14 Nominierungen und zog damit mit den bisherigen Rekordhaltern Alles über Eva (1950) und Titanic (1997) gleich. Der Film wurde letztendlich mit sechs Oscars bedacht, konnte sich aber in der Kategorie Bester Film nicht gegen das Drama Moonlight durchsetzen. La La Land war zuvor durch einen vertauschten Briefumschlag irrtümlich der Preis zugesprochen worden.
Auch bei der Verleihung der Goldenen Kamera 2017 kam es zu einem Eklat, als nicht wie erwartet Hauptdarsteller Ryan Gosling, sondern ein Doppelgänger den Preis in der von den Veranstaltern eigens geschaffenen Kategorie „Bester Film International“ entgegennahm. Dieser war von den Machern der Fernsehsendung Circus HalliGalli eingeschleust worden.
Eine Auswahl der gewonnenen Auszeichnungen und Nominierungen:
Oscarverleihung 2017
- Auszeichnung für die Beste Regie (Damien Chazelle)
- Auszeichnung als Beste Hauptdarstellerin (Emma Stone)
- Auszeichnung für die Beste Kamera (Linus Sandgren)
- Auszeichnung für die Beste Filmmusik (Justin Hurwitz)
- Auszeichnung für den Besten Filmsong (City of Stars, Justin Hurwitz und Pasek and Paul)
- Auszeichnung für das Beste Szenenbild (David Wasco und Sandy Reynolds-Wasco)
- Nominierung als Bester Film
- Nominierung für das Beste Originaldrehbuch (Damien Chazelle)
- Nominierung als Bester Hauptdarsteller (Ryan Gosling)
- Nominierung für die Besten Kostüme (Mary Zophres)
- Nominierung für den Besten Schnitt (Tom Cross)
- Nominierung für den Besten Filmsong (Audition (The Fools Who Dream), Justin Hurwitz und Pasek and Paul)
- Nominierung für den Besten Ton (Andy Nelson, Ai-Ling Lee und Steve A. Morrow)
- Nominierung für den Besten Tonschnitt (Ai-Ling Lee, Mildred Iatrou Morgan)

AACTA International Awards 2017
- Auszeichnung als Bester Film
- Nominierung für die Beste Regie (Damien Chazelle)
- Nominierung als Bester Hauptdarsteller (Ryan Gosling)
- Auszeichnung als Beste Hauptdarstellerin (Emma Stone)
- Nominierung für das Beste Drehbuch (Damien Chazelle)

British Academy Film Awards 2017
- Auszeichnung als Bester Film
- Nominierung als Bester Hauptdarsteller (Ryan Gosling)
- Auszeichnung als Beste Hauptdarstellerin (Emma Stone)
- Auszeichnung für die Beste Regie (Damien Chazelle)
- Nominierung für Bestes Originaldrehbuch (Damien Chazelle)
- Auszeichnung für die Beste Kamera (Linus Sandgren)
- Nominierung für den Besten Schnitt (Tom Cross)
- Auszeichnung für die Beste Filmmusik (Justin Hurwitz)
- Nominierung für das Beste Szenenbild (David Wasco und Sandy Reynolds-Wasco)
- Nominierung für die Besten Kostüme (Mary Zophres)
- Nominierung für den Besten Ton (Ai-Ling Lee, Mildred Iatrou Morgan, Steve A. Morrow und Andy Nelson)

Critics’ Choice Movie Awards 2016
- Auszeichnung als Bester Film
- Auszeichnung für die Beste Regie (Damien Chazelle)
- Nominierung als Bester Hauptdarsteller (Ryan Gosling)
- Nominierung als Beste Hauptdarstellerin (Emma Stone)
- Auszeichnung für das Beste Drehbuch (Damien Chazelle)
- Auszeichnung für die Beste Kamera (Linus Sandgren)
- Nominierung für die Besten Kostüme (Mary Zophres)
- Auszeichnung für den Besten Schnitt (Tom Cross)
- Auszeichnung für das Beste Szenenbild (David Wasco und Sandy Reynolds-Wasco)
- Auszeichnung für den Besten Komponist (Justin Hurwitz)
- Auszeichnung für das Beste Lied (City of Stars, Justin Hurwitz und Pasek and Paul)
- Nominierung für das Beste Lied (Audition (The Fools Who Dream), Justin Hurwitz und Pasek and Paul)

Directors Guild of America Awards 2017
- Auszeichnung für die Beste Spielfilmregie

Golden Globe Awards 2017
- Auszeichnung als Bester Film – Komödie oder Musical
- Auszeichnung als Bester Hauptdarsteller – Komödie oder Musical (Ryan Gosling)
- Auszeichnung als Beste Hauptdarstellerin – Komödie oder Musical (Emma Stone)
- Auszeichnung für die Beste Regie (Damien Chazelle)
- Auszeichnung für das Beste Filmdrehbuch (Damien Chazelle)
- Auszeichnung für die Beste Filmmusik (Justin Hurwitz)
- Auszeichnung für den Besten Filmsong (City of Stars, Justin Hurwitz und Pasek and Paul)

Goldene Kamera 2017
- Auszeichnung als Bester Film International

Grammy Awards 2018
- Auszeichnung für den Best Compilation Soundtrack for Visual Media
- Auszeichnung für den Best Score Soundtrack for Visual Media (an Justin Hurwitz)
- Nominierung für den Best Song Written for Visual Media (City of Stars)
- Nominierung für das Best Arrangement, Instruments and Vocals (an Justin Hurwitz für Another Day of Sun)

Internationale Filmfestspiele von Venedig 2016
- Auszeichnung als Beste Darstellerin (Emma Stone)[24]
- Nominierung für den Goldenen Löwen (Damien Chazelle)
- Nominierung für den Green Drop Award (Damien Chazelle)

Los Angeles Film Critics Association Awards 2016
- Nominierung als Bester Film
- Nominierung für die Beste Regie (Damien Chazelle)
- Auszeichnung für die Beste Filmmusik (Justin Hurwitz und Pasek and Paul)
- Nominierung für die Beste Kamera (Linus Sandgren)
- Nominierung für den Besten Schnitt (Tom Cross)
- Nominierung für das Beste Szenenbild (David Wasco)

New York Film Critics Circle Awards 2016
- Auszeichnung als Bester Film

Satellite Awards 2016
- Auszeichnung als Bester Film
- Nominierung für die Beste Regie (Damien Chazelle)
- Nominierung als Bester Hauptdarsteller (Ryan Gosling)
- Nominierung als Beste Hauptdarstellerin (Emma Stone)
- Nominierung für das Beste Originaldrehbuch (Damien Chazelle)
- Nominierung für die Beste Kamera (Linus Sandgren)
- Auszeichnung für die Beste Filmmusik (Justin Hurwitz)
- Auszeichnung für den Besten Filmsong (City of Stars, Justin Hurwitz und Pasek and Paul)
- Nominierung für den Besten Filmsong (Audition (The Fools Who Dream), Justin Hurwitz und Pasek and Paul)
- Nominierung für das Beste Szenenbild (David Wasco)
- Nominierung für den Besten Filmschnitt (Tom Cross)
- Nominierung für das Beste Kostümdesign (Mary Zophres)
- Nominierung für den Besten Tonschnitt (Ai-Ling Lee, Mildred Iatrou Morgan, Steve A. Morrow und Andy Nelson)

Screen Actors Guild Awards 2017
- Nominierung als Bester Hauptdarsteller (Ryan Gosling)
- Auszeichnung für die Beste Hauptdarstellerin (Emma Stone)

Toronto International Film Festival 2016
- Publikumspreis

37. London Critics’ Circle Film Award 2017
- Auszeichnung als Bester Film 2016